# Wielisławice (województwo lubuskie)
Wielisławice – wieś w Polsce położona w województwie lubuskim, w powiecie strzelecko-drezdeneckim, w gminie Strzelce Krajeńskie.
W latach 1975–1998 miejscowość administracyjnie należała do województwa gorzowskiego. W skład sołectwa wchodzą wsie niesołeckie: Wilanów i Puszczykowo.

## Zabytki
Do wojewódzkiego rejestru zabytków wpisane są:
- kościół ewangelicki, obecnie rzymskokatolicki MB Częstochowskiej, z połowy XIX wieku, parafii pw. św. Antoniego z Padwy[4]